# Kaloré
Kaloré is een gemeente in de Braziliaanse deelstaat Paraná. De gemeente telt 4.718 inwoners (schatting 2009).

## Verkeer en vervoer
De plaats ligt aan de weg BR-466.